# Contenidor multimèdia

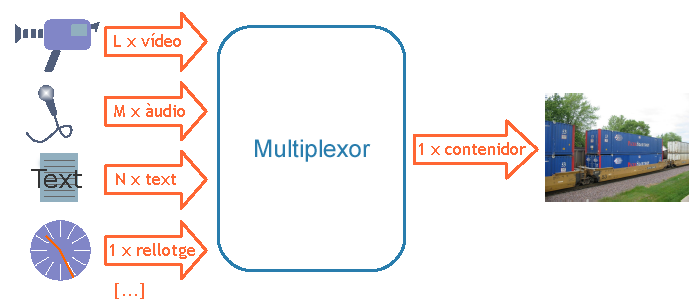
Procés de creació d'un contenidor a partir de diversos corrents de dades, que seran multiplexades per tal d'emmagatzemar-les en un únic contenidor multimèdia

Un contenidor multimèdia és un tipus d'arxiu que té la funció d'emmagatzemar informació, tant d'àudio, imatges, vídeo, subtítols o metadades, sincronitzats per un rellotge, en un determinat format. Aquest format pot ser estandarditzat i pot estar regit per un tipus concret de compressió, tot i així, en general, un contenidor multimèdia no implica la utilització d'un còdec determinat. Hi ha contenidors específics per un determinat tipus d'informació, mentre que altres són compatibles a la combinació de diversos tipus. Caldrà, per tant, fer-ne una diferenciació. Finalment, per poder reproduir tota la informació serà suficient utilitzar un reproductor multimèdia, com el VLC media player, Amarok o bé Winamp, que a partir de la demultiplexació dels fluxos de dades que contingui, permetrà la reproducció d'aquestos i poder gaudir de tot el contingut a l'hora, ja sigui per aplicacions de cinema, videoclips, música, fotografies...
El procediment que permet el canvi de fluxos de dades o fitxers a un contenidor i/o vídeo o àudio és la transcodificació

## Comparació de contenidors
A la següent taula es mostren els diferents contenidors multimèdia existents, fent una comparació entre ells amb els aspectes tècnics més essencials. Àudio i Vídeo fan referència als formats suportats de cada contenidor.
|                            | Extensió                 | Propietari              | Àudio                                                      | Vídeo                                               | Capítols                  | Subtítols                 | Meta-dades | B-frames |
| -------------------------- | ------------------------ | ----------------------- | ---------------------------------------------------------- | --------------------------------------------------- | ------------------------- | ------------------------- | ---------- | -------- |
| 3GP                        | .3gp                     | 3GPP                    | AMR-NB/WB, AMR-WB+, AAC                                    | MPEG-4, H.263, H.264/MPEG-4 AVC                     | Sí                        | Sí                        | No         | Sí       |
| Advanced System Format     | .asf .wma .wmv           | Microsoft               | ACM, DMO                                                   | VFW, DMO                                            | Sí                        | Sí                        | Sí         | Sí       |
| AVI                        | .avi                     | Microsoft               | ACM                                                        | VFW, H.264/AVC                                      | Sí                        | Sí                        | No         | Sí       |
| DivX                       | .dvix                    | DivXNetworks Inc.       | MP3, PCM, AC-3                                             | DivX                                                | Sí                        | Sí                        | ?          | Sí       |
| Flash Video                | .flv                     | Adobe                   | MP3, Nellymoser, ADPCM, raw PCM, AAC                       | H.264/MPEG-4 AVC                                    | No                        | No                        | No         | ?        |
| Matroska                   | .mkv .mka .mks           | Domini públic           | Tots                                                       | Tots                                                | Sí                        | Sí                        | Sí         | Sí       |
| MCF                        | No en té una de concreta | Domini públic GNU/Linux | Tots                                                       | Tots                                                | ?                         | ?                         | ?          | ?        |
| MP4                        | .mp4                     | MPEG                    | MPEG-1 Layers I, II, III (MP3), MPEG-2, MPEG-4 AAC, Vorbis | MPEG-1, MPEG-2, H.263, MPEG-4 ASP, H.264/MPEG-4 AVC | Sí                        | Sí                        | Sí         | Sí       |
| MPEG                       | .mpg .mpeg               | MPEG                    | MPEG-1 Layers I, II, III (mp3), PCM Lineal                 | MPEG-1, MPEG-2                                      | No                        | No                        | No         | Sí       |
| MPEG-2 PS Program Stream   | .ps                      | MPEG                    | MPEG-1 Layers I, II, III (mp3), PCM Lineal, AC-3, DTS      | MPEG-1, MPEG-2                                      | Només fitxers VOB per DVD | Només fitxers VOB per DVD | No         | Sí       |
| MPEG-2 TS Transport Stream | .ts                      | MPEG                    | MPEG-1 Layers I, II, III (mp3), PCM Lineal, AC-3, DTS, AAC | MPEG-1, MPEG-2, MPEG-4 ASP, H.264/MPEG-4 AVC        | No                        | Sí                        | No         | Sí       |
| OGG/OGM                    | .ogg                     | Xiph.org                | Vorbis                                                     | Theora                                              | Sí                        | Sí                        | Sí         | ?        |
| Quicktime                  | .mov .qt                 | Apple                   | Sound Manager, CoreAudio                                   | Codificador de Quicktime                            | Sí                        | Sí                        | Sí         | Sí       |
| RealMedia (RMVB)           | .rmvb                    | RealNetworks            | Real Audio, Vorbis, AAC                                    | Real Video                                          | ?                         | Sí                        | ?          | Sí       |
| VOB                        | .vob                     | MPEG                    | AC-3, PCM Lineal, DTS, MPEG-2 Part 3, MPEG-1 Layer II      | MPEG-2 Part 2                                       | Sí                        | Sí                        | Sí         | Sí       |

## Diferències entre contenidors
- Popularitat entre els contenidors. Segurament, AVI és el més popular.
- Overhead: Terme anglès que fa referència a la diferència d'espai final que ocupa el fitxer (en Megabits, per exemple) entre dos formats diferents.
- Compatibilitat: Amb diferents formats per l'antiguitat i pas del temps.
- Continguts avançats: Com podria ser la incrustació de capítols, subtítols o dades d'usuari, sempre addicionals.
- Streaming: Possibilitat de transmetre el contenidor per Internet.

S'ha de tenir en compte la diferència entre els termes contenidor multimèdia i format. Tot i que en el primer cas tenim també formats que emmagatzemen la informació, difereixen del terme format en el fet que aquest indica el tipus de codificació del fitxer (ja sigui d'àudio, imatges o vídeo), mentre que l'altre indica la codificació dels fitxers més el tipus d'informació que conté cada un d'ells (àudio, imatges, vídeo...).
Posant d'exemple un cas pràctic, un arxiu .ogg pot contindre 3 fixters, un d'àudio codificat mitjançant Vorbis, un de vídeo codificat mitjançant Theora i un tercer de veu codificat a través de Speex. Cadascú d'ells té un format, però és Ogg el contenidor que els aglutina tots, sent, alhora, un altre tipus de format.